# Bonnetia roraimae
Bonnetia roraimae är en tvåhjärtbladig växtart som beskrevs av Daniel Oliver. Bonnetia roraimae ingår i släktet Bonnetia och familjen Bonnetiaceae. Inga underarter finns listade i Catalogue of Life.

## Bildgalleri

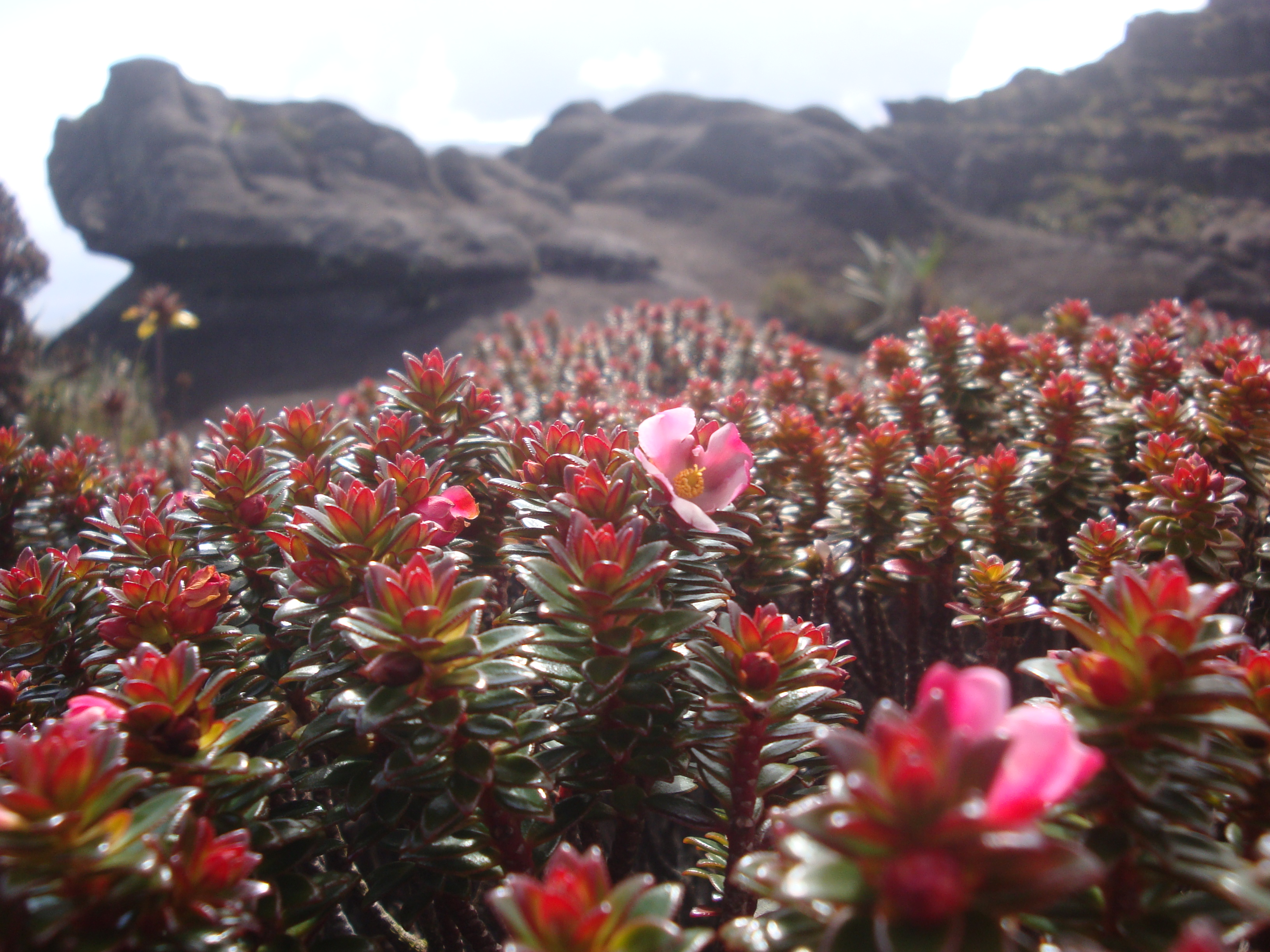
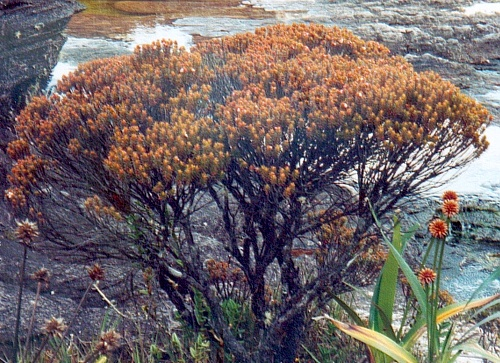
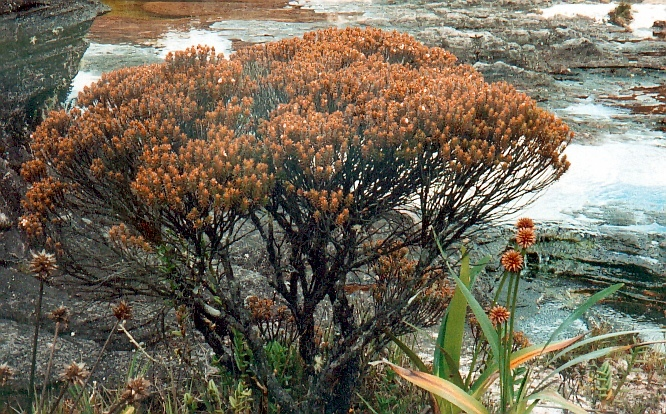
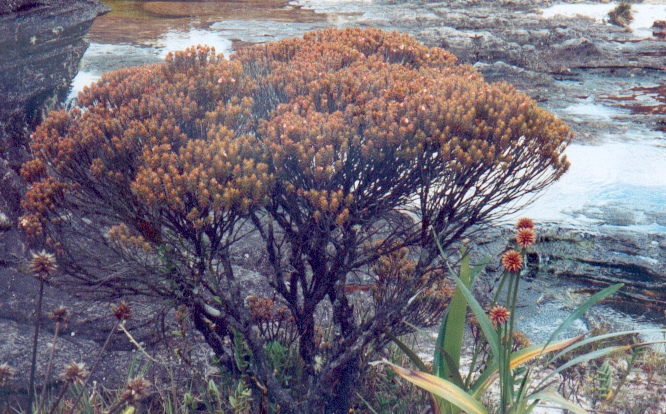
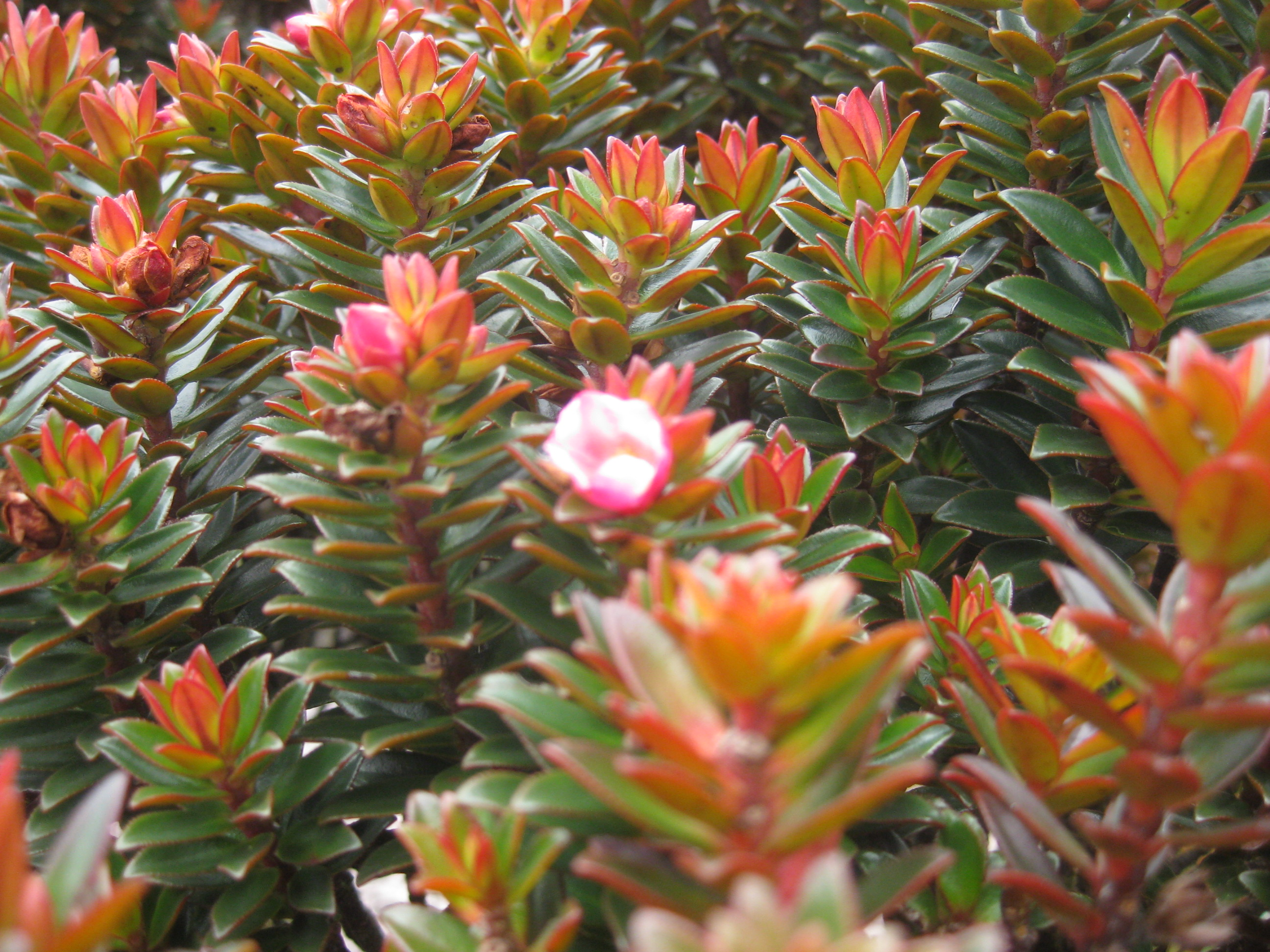
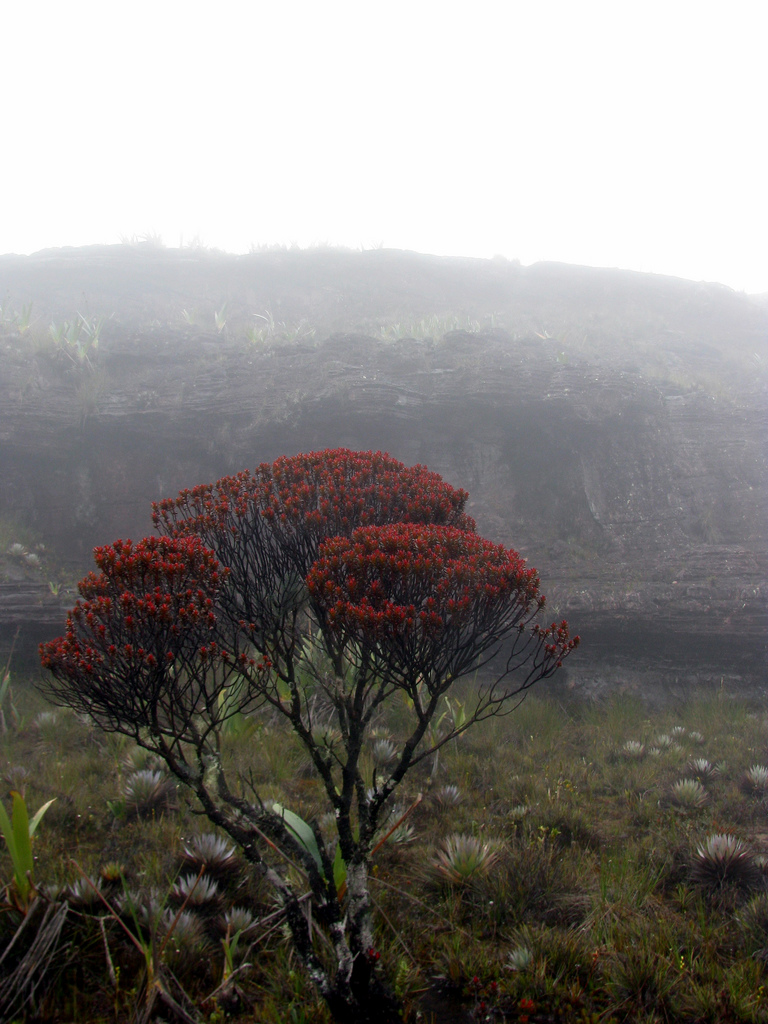